# Орден солнечного храма
О́рден со́лнечного хра́ма, или О́рден хра́ма со́лнца (фр. L'ordre du Temple solaire ) — новая религиозная и неотамплиерская тайная организация и деструктивная секта, образованная врачом Люком Журе и предпринимателем Жозефом Ди Мамбро в Швейцарии в 1984 году. Основой учения Ордена солнечного храма является внушение адептам мысли о неминуемом конце света, спастись от которого можно только путём совершения самоубийства самосожжением. Организация является ответственной за серии массовых самоубийств в Канаде, Франции и Швейцарии. За всё время деятельности секты погибло 77 человек. Американский религиовед Хенрик Богдан называет Орден солнечного храма самой «смертоносной» религиозной сектой — по сравнению с подобными новыми религиозными организациями, имеющими большую известность, приводя в пример Аум синрикё, Ветвь Давидова и другие.

## Доктрина
Основной идеей, распространяемой среди адептов Ордена солнечного храма, была неминуемая гибель мира ввиду различных катаклизмов, пережить которые смогут лишь члены ордена. Последователей движения готовили к заблаговременному «переселению» на звезду Сириус, где они продолжат жизнь. По мнению лидеров, способом такого «переселения» являлось самоубийство путём самосожжения. В корнях идеологии Ордена солнечного храма лежит тамплиерство. Самосожжение членов секты, вероятнее всего, было вдохновлено создателями секты инцидентом с сожжением в 1310 году 54 рыцарей тамплиерского ордена, обвинённых в ереси.

## Массовые самоубийства

### Самоубийства 4 и 5 октября

Тела адептов Ордена солнечного храма, найденные 5 октября 1994 после пожара в Шери

В октябре 1994 года произошли первые акты массовых самосожжений членов Ордена солнечного храма на территории двух государств, вследствие которых суммарно погибло 53 человека. 4 октября в городе Морин Хайтс, Канада, был совершён поджог виллы Жозефа Мамбро, одного из лидеров Ордена солнечного храма. Следователи обнаружили под обломками пять обгоревших тел. Также удалось установить, что трое из них были убиты до пожара. Жозеф Мамбро был убеждён в том, что его сын — воплощение Антихриста, что стало причиной для его убийства: накануне, 30 сентября, приверженцы Жозефа по его приказу вонзили в сердце ребёнка деревянный кол. Также он убил свою жену четырьмя ударами ножа в горло.
5 октября произошло второе самосожжение адептов организации. В час ночи произошло возгорание фермы, находившейся в окрестностях деревни Шери в Швейцарском канторе Фрибур. Прибывшие на место сотрудники экстренных служб первым делом обнаружили лежащее на кровати тело 73-летнего владельца фермы, однако при обыске помещения была найдена спрятанная комната, завешанная зеркалами и превращённая в импровизированный «храм», где сотрудники полиции обнаружили остальные тела. В центре комнаты находился алтарь, на котором стояла чаша, роза и крест. Также в помещении находилась фотография Люка Журе. В сумме было найдено 23 тела. Было установлено, что, как и при пожаре 4 октября, не все погибшие сгорели заживо: экспертами было заключено, что некоторые погибшие были застрелены. По данным полиции, пулевые ранения имело 20 из 23 человек. У некоторых трупов на головах были полиэтиленовые пакеты. Погибшие были одеты в церемониальную одежду и лежали по кругу. Следователи сказали, что к входной двери фермы была прикреплена аудиокассета, содержание которой не было полностью изучено, однако она, вероятнее всего, содержала астрологическую информацию.
В 3 часа ночи того же дня в швейцарской деревне Сальван были обнаружены ещё 25 трупов адептов Ордена солнечного храма, среди которых было несколько детей. Трупы находились в трёх сожжённых шале, два из которых находились в собственности Люка Журе. Прибывшие на место сотрудники полиции не сразу решились обыскивать шале, поскольку была вероятность того, что здания заминированы. На месте была обнаружена сложная система возгорания, включающая в себя телефоны, бензин, таймеры и трубчатые электронагреватели. Помимо того, был обнаружен пистолет, при помощи которого были застрелены люди на ферме в Шери. Среди погибших были как и граждане Швейцарии, так и граждане Франции и Канады. В обоих случаях у полиции были опасения по поводу того, что ещё не все тела адептов были обнаружены. По мнению полиции, в этом инциденте участники секты не применяли насилие по отношению к адептам, как это было в Шери.
Самоубийства членов Ордена солнечного храма в Шери и Сальване стали первым случаем массового религиозного самоубийства в Европе.

## Расследование
После двух массовых самоубийств в Швейцарии полиция выписала ордер на арест двух лидеров организации — Люка Журе и Жозефа Мамбро, однако позже среди тел адептов, обнаруженных в Швейцарии, было опознано и тело Жозефа, после чего полиция сосредоточилась на поиске Люка Журе. К расследованию дела об Ордене солнечного храма присоединился Интерпол.